# Chaves (Pará)
Chaves  este un oraș în Pará (PA), Brazilia.